# Sabinal (fiume)
Il Sabinal, in precedenza conosciuto come Arroyo de la Soledad, è un fiume che scorre attraverso le contee di Uvalde e Bandera nello Stato del Texas. La parte superiore del fiume scorre attraverso la Lost Maples State Natural Area. Nella sua parte inferiore, scorre in sotterraneo in alcune regioni. Il fiume Sabinal è alimentato dai torrenti Hale, Hollow e Can all'interno della Lost Maples State Natural Area e dai torrenti Mill, Little, Onion, Rancheros, Nolton e East Elm nella regione inferiore.